# Samus-Kultur
| Prähistorische Kulturen Russlands |                         |
| Mittelsteinzeit                   |                         |
| Kunda-Kultur                      | 7400–6000 v. Chr.       |
| Jungsteinzeit                     |                         |
| Bug-Dnister-Kultur                | 6500–5000 v. Chr.       |
| Dnjepr-Donez-Kultur               | 5500–4000 v. Chr.       |
| Sredny-Stog-Kultur                | 4500–3500 v. Chr.       |
| Jekaterininka-Kultur              | 4300–3700 v. Chr.       |
| Kammkeramische Kultur             | 4200–2000 v. Chr.       |
| Fatjanowo-Kultur                  | um 2500 v. Chr.         |
| Kupfersteinzeit                   |                         |
| Nordkaspische Kultur              |                         |
| Kurgankultur                      | 5000–3000 v. Chr.       |
| Samara-Kultur                     | um 5000 v. Chr.         |
| Chwalynsk-Kultur                  | 5000–4500 v. Chr.       |
| Botai-Kultur                      | 3700–3100 v. Chr.       |
| Jamnaja-Kultur                    | 3600–2300 v. Chr.       |
| Afanassjewo-Kultur                | 3500–2500 v. Chr.       |
| Ussatowe-Kultur                   | 3300–3200 v. Chr.       |
| Glaskowo-Kultur                   | 3200–2400 v. Chr.       |
| Bronzezeit                        |                         |
| Poltavka-Kultur                   | 2700–2100 v. Chr.       |
| Potapovka-Kultur                  | 2500–2000 v. Chr.       |
| Katakombengrab-Kultur             | 2500–2000 v. Chr.       |
| Abaschewo-Kultur                  | 2500–1800 v. Chr.       |
| Sintaschta-Kultur                 | 2100–1800 v. Chr.       |
| Okunew-Kultur                     | um 2000 v. Chr.         |
| Samus-Kultur                      | um 2000 v. Chr.         |
| Andronowo-Kultur                  | 2000–1200 v. Chr.       |
| Susgun-Kultur                     | um 1700 v. Chr.         |
| Srubna-Kultur                     | 1600–1200 v. Chr.       |
| Kolchis-Kultur                    | 1700–600 v. Chr.        |
| Begasy-Dandybai-Kultur            | um 1300 v. Chr.         |
| Karassuk-Kultur                   | um 1200 v. Chr.         |
| Ust-Mil-Kultur                    | um 1200–500 v. Chr.     |
| Koban-Kultur                      | 1200–400 v. Chr.        |
| Irmen-Kultur                      | 1200–400 v. Chr.        |
| Spätirmen-Kultur                  | um 1000 v. Chr.         |
| Plattengrabkultur                 | um 1300–300 v. Chr.     |
| Aldy-Bel-Kultur                   | 900–700 v. Chr.         |
| Eisenzeit                         |                         |
| Baitowo-Kultur                    |                         |
| Tagar-Kultur                      | 900–300 v. Chr.         |
| Nosilowo-Gruppe                   | 900–600 v. Chr.         |
| Ananino-Kultur                    | 800–300 v. Chr.         |
| Tasmola-Kultur                    | 700–300 v. Chr.         |
| Gorochowo-Kultur                  | 600–200 v. Chr.         |
| Sagly-Baschi-Kultur               | 500–300 v. Chr.         |
| Jessik-Beschsatyr-Kultur          | 500–300 v. Chr.         |
| Pasyryk-Stufe                     | 500–300 v. Chr.         |
| Sargat-Kultur                     | 500 v. Chr.–400 n. Chr. |
| Kulaika-Kultur                    | 400 v. Chr.–400 n. Chr. |
| Tes-Stufe                         | 300 v. Chr.–100 n. Chr. |
| Schurmak-Kultur                   | 200 v. Chr.–200 n. Chr. |
| Taschtyk-Kultur                   | 100–600 n. Chr.         |
| Tschernjachow-Kultur              | 200–500 n. Chr.         |

Die Samus-Kultur (russisch Самусьская культура) ist eine archäologische Kultur der Frühbronzezeit, um etwa 2000 v. Chr. Sie war im südlichen Westsibirien, am mittleren Irtysch und am Oberlauf des Ob verbreitet und wies enge Beziehungen zur benachbarten Krotowo-Kultur auf.

Keramikfragment mit anthropomorpher Maske

Im Fundgut der Samus-Kultur finden sich unterschiedliche Gefäße, die jedoch in fast allen Fällen einen flachen Boden aufweisen. Die Verzierung besteht entweder aus wellenartig angeordneten waagerechten Linien oder aus Winkeln, Mäanderhaken und schraffierten Dreiecken, was Beziehungen zu südwestlichen Nachbarkulturen wie der Petrowka-Kultur herstellt. Eine besondere Gruppe ist mit eingeritzten anthropo- und zoomorphen Motiven, insbesondere menschlichen Gesichtern verziert. Mit ihnen hängen einige figurale Steinplastiken zusammen, die menschliche und tierische Köpfe sowie Phalli darstellen. Obwohl Bronze von den Trägern der Samus-Kultur bereits verarbeitet wurde, wie Gussformen und Bronzefragmente belegen, bildeten Silex und Knochen weiterhin wichtige Werkstoffe.
Die Siedlungen der Samus-Kultur waren teils mit einem Graben befestigt, teils unbefestigt. In ihrem Innenraum befanden sich leicht eingetiefte Grubenhäuser. Die Hauptrolle in der Wirtschaft bildete die Zucht von Schafen, Ziegen und Rindern, eine geringere Rolle nahm die Zucht von Pferden und Hunden ein. Die Jagd spielte nur noch eine marginale Rolle. Ackerbau lässt sich nicht nachweisen, von angeblichen Abdrücken von Getreidekörnern auf Gefäßinnenwänden abgesehen. Die Toten wurden in Flachgräbern beigesetzt; meist handelt es sich um Körper-, seltener um Brandbestattungen. In der Beigabenausstattung macht sich eine gehobene Kriegerschicht mit Waffenbeigaben bemerkbar.